# Hibbertia stenophylla
Hibbertia stenophylla är en tvåhjärtbladig växtart som beskrevs av Judith Roderick Wheeler. Hibbertia stenophylla ingår i släktet Hibbertia och familjen Dilleniaceae. Inga underarter finns listade i Catalogue of Life.